# Chrono des Herbiers 2005
La Chrono des Herbiers 2005, ventiquattresima edizione della corsa e valida come evento dell'UCI Europe Tour 2006 categoria 1.1, si svolse il 16 ottobre 2005 su un percorso di 48,15 km. Fu vinta dal ceco Ondřej Sosenka che giunse al traguardo con il tempo di 1h00'18", alla media di 47,901 km/h.

## Classifica (Top 10)
| Pos. | Corridore           | Squadra       | Tempo    |
| ---- | ------------------- | ------------- | -------- |
| 1    | Ondřej Sosenka      | Acqua & Sap.  | 1h00'18" |
| 2    | Michael Rogers      | Quick Step    | a 2"     |
| 3    | Vladimir Gusev      | CSC           | a 18"    |
| 4    | Raivis Belohvoščiks | Univ. Caffè   | a 34"    |
| 5    | Olivier Kaisen      | RAGT          | a 1'22"  |
| 6    | Jurij Krivcov       | AG2R Prév.    | a 1'32"  |
| 7    | Fabian Cancellara   | Fassa Bortolo | a 1'42"  |
| 8    | Marco Pinotti       | Saunier Duval | a 1'55"  |
| 9    | Nicolas Fritsch     | Saunier Duval | a 2'35"  |
| 10   | Ben Day             | Mr Bookmaker  | a 2'36"  |